# قضاء عين تمر
قضاء عين التمر هو أحد أقضية محافظة كربلاء في العراق واشتهر بعيون المياه وخاصة المعدنية منها إضافة إلى إنتاج التمور والرمان وتبلغ مساحته الكلية الي 1956 كم2 .وبلغ عدد سكان القضاء 296الف نسمة .